# Caprauna
Caprauna är en ort och kommun i provinsen Cuneo i regionen Piemonte i Italien. Kommunen hade 97 invånare (2018).